# Maggie Elizabeth Jones
Pour les articles homonymes, voir Jones.
Maggie Elizabeth Jones, née à Atlanta (Géorgie) le 10 octobre 2003, est une actrice américaine, connue pour ses rôles de Rosie Mee dans Nouveau Départ et de Maddie Fox dans Ben and Kate.

## Biographie
Maggie Jones est connue pour le rôle de Rosie Mee dans le film Nouveau Départ, tourné en 2011 et le rôle de Maddie Fox dans la série télévisée Ben and Kate, tournée en 2014. Elle a deux sœurs qui sont elles-mêmes actrices Mary-Charles Jones et Lillian Ellen Jones. Elle est la fille d'Angela Jones, elle aussi actrice, et de Jason Jones, programmeur. Maggie est une jeune actrice qui a commencé à faire des films dès l'âge de 7 ans.

## Filmographie

### Cinéma
- 2010 : Most Likely to Succeed : Mia
- 2010 : The Party : Hannah Reece
- 2011 : Test Subject B : Bethany à 5 ans
- 2011 : Game Time: Tackling the Past : Shayla Walker
- 2011 : Footloose : Amy Warnicker
- 2011 : Nouveau Départ : Rosie Mee
- 2012 : The First Time : Stella Hodgman
- 2013 : Identity Thief : Jessie Patterson
- 2014 :  L'enfant disparue : Katie
- 2015 : Away and Back : Frankie Peterson
- 2016 :  Lea to the Rescue : Lea Clark

### Télévision
- 2012-2013 : Ben and Kate : Maddie Fox
- 2014 : Star-Crossed : Emery (jeune)
- 2014 : Halt and Catch Fire : Joanie Clark
- 2015-2016: Code Black : Lily (2 épisodes)